# Sedlo Ďurkovej

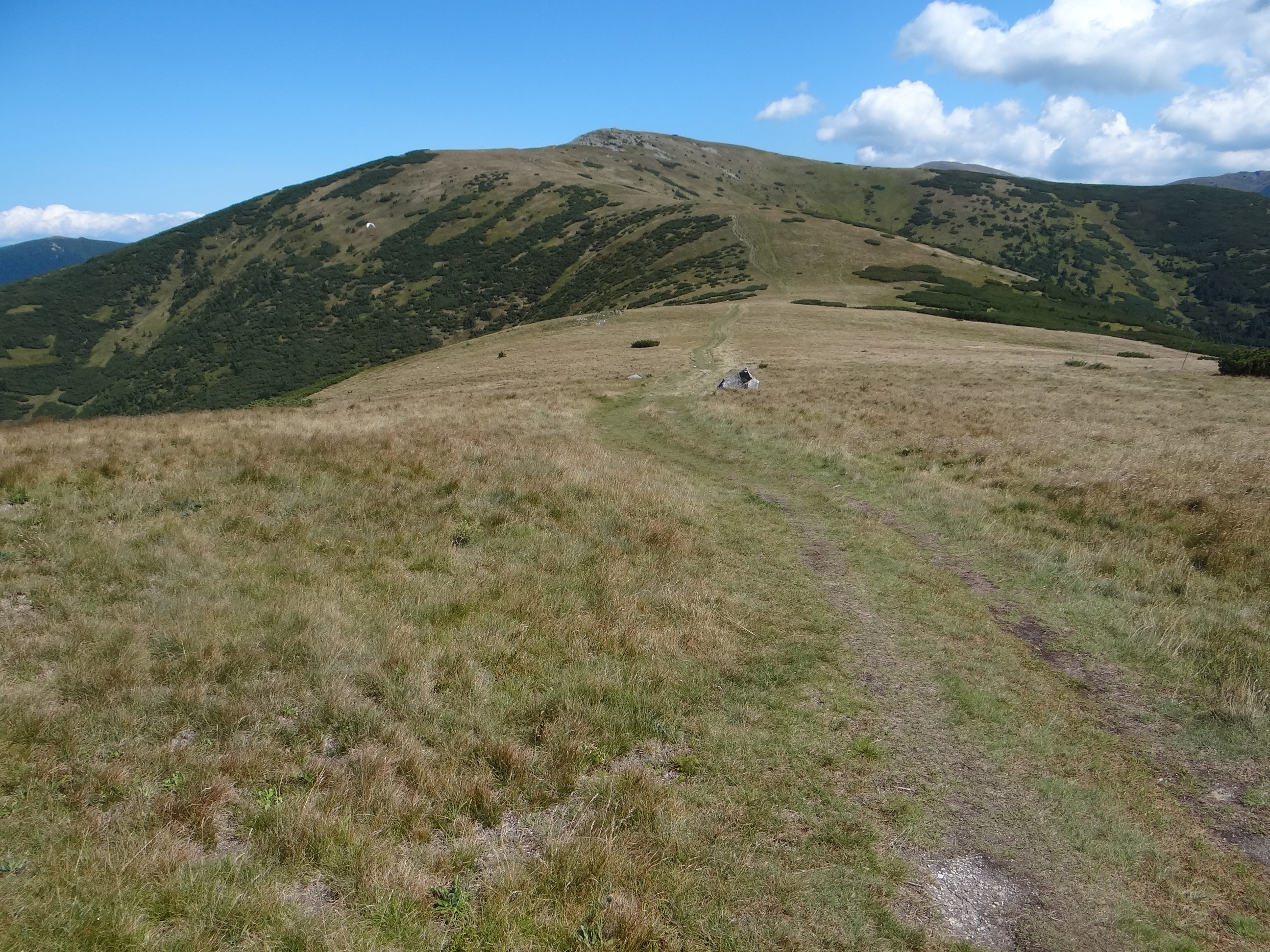
Widok z Ďurkovej na przełęcz Ďurkova i grzbiet Chabenca

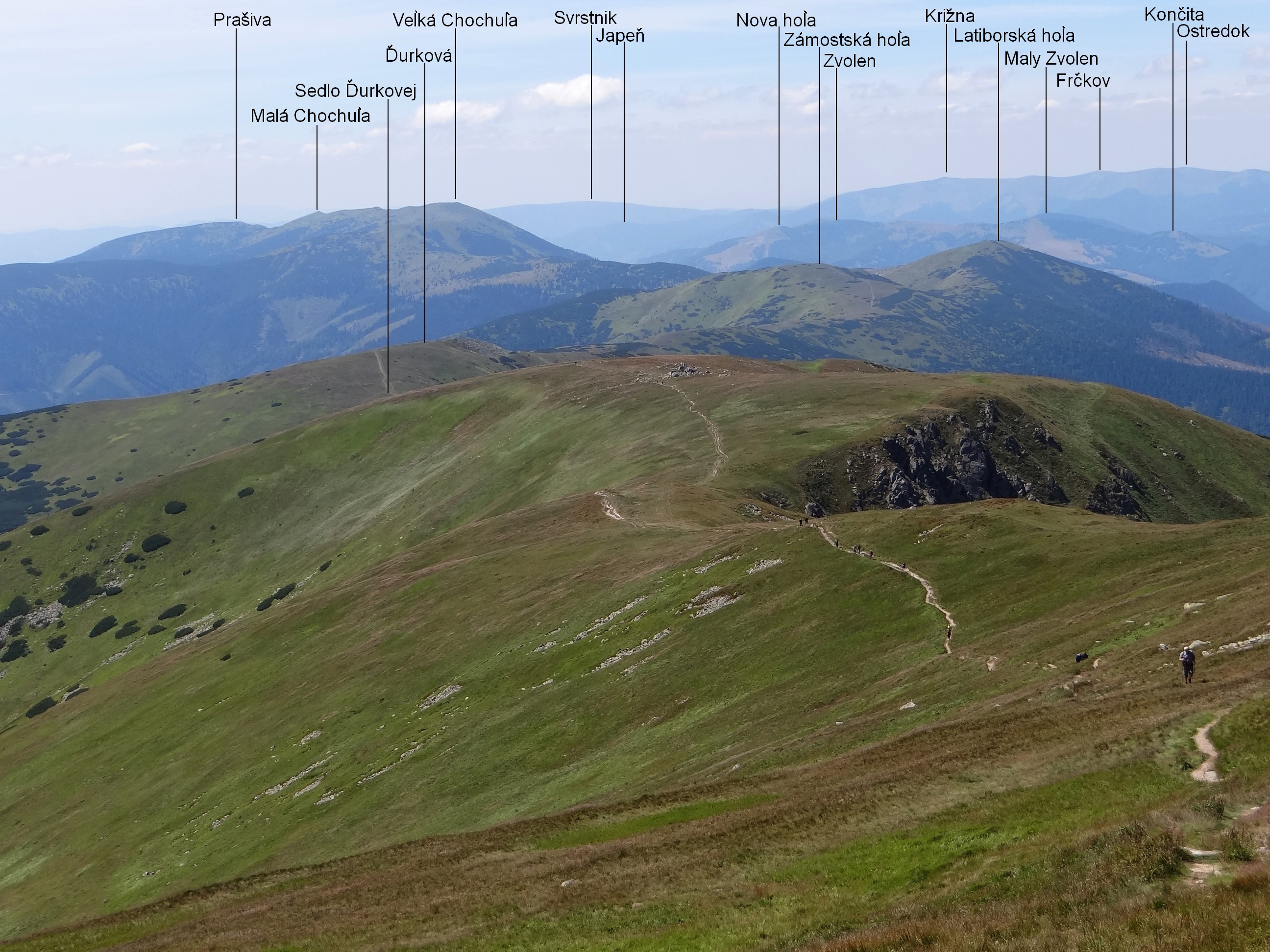
Widok z Chabenca

Sedlo Ďurkovej (pol. Siodło Dziurkowej; 1709 m) – przełęcz w Niżnych Tatrach na Słowacji. Znajduje się w zachodniej części Niżnych Tatr, w ich głównym grzbiecie, pomiędzy szczytem Ďurková (1751 m) na zachodzie a Chabencem (1955 m) na północnym wschodzie (dokładniej między Małym Chabeńcem (Malý Chabenec, 1840 m).

## Opis przełęczy
Siodło Dziurkowej uformowane jest w granitach jądrowej części Niżnych Tatr. Szeroka i niezbyt głęboka halna przełęcz opada w kierunku południowo-wschodnim dość łagodnie ku bocznej dolince źródłowego obszaru Doliny Łomnistej. Natomiast w kierunku północno-zachodnim opada szerokim, stromym żlebem do doliny potoku Ľupčianka. 
Stoki przełęczy porasta roślinność halna. Siodło Dziurkowej leży na terenie Parku Narodowego Niżne Tatry. Poniżej siodła, na jego południowych stokach znajduje się schron Ďurková (chata Ďurková), a przy nim źródło dobrej wody pitnej (czas zejścia z przełęczy do wody ok. 10 min.)

## Turystyka
Przez przełęcz, głównym grzbietem Niżnych Tatr, biegnie czerwono znakowany, dalekobieżny szlak turystyczny, zwany Szlakiem Bohaterów Słowackiego Powstania Narodowego. Nieco powyżej siodła przełęczy, po stronie północno-wschodniej, w miejscu o nazwie Nad sedlom Ďurkovej, grzbiet (i wspomniany wyżej szlak czerwony) przecina zielono znakowany szlak z osady Magurka w górnej części Doliny Lupczańskiej (na północy) do Doliny Łomnistej (na południu). Z samego natomiast siodła przełęczy schodzi do chaty Ďurková nieznakowana ścieżka.
  odcinek: Chopok – Deresze – sedlo Poľany – Poľana – Krížske sedlo – Kotliská – Chabenec – Malý Chabenec – Sedlo Ďurkovej. Czas przejścia: 2.25 h, ↓ 2.55 h
  odcinek: Sedlo pod Skalkou – Veľká hoľa – Latiborská hoľa – Sedlo Latiborskej hoľe – Zámostská hoľa – Sedlo Zámostskej hole – Ďurková –  Sedlo Ďurkovej. Czas przejścia: 4.30 h, ↓ 3.20 h
  schron Ďurková – Nad sedlom Ďurkovej – Mestská hora – Javorina – Chata Magurka. Czas przejścia: 1.55 h, ↓ 2.25 h
nieznakowany szlak: Sedlo Ďurkovej – schron Ďurková. Deniwelacja 89 m, czas przejścia: 10 min, ↓ 20 min